# آلوین (ویسکانسین)
الوین، ویسکانسینن (به انگلیسی: Alvin, Wisconsin) یک شهرک در ایالات متحده آمریکا است که در شهرستان فارست واقع شده‌است.

## خصوصیات
الوین ۳۰۰٫۴ کیلومترمربع مساحت و ۱۵۷ نفر جمعیت دارد و ۵۱۹ متر بالاتر از سطح دریا واقع شده‌است.